# 救難飛行隊

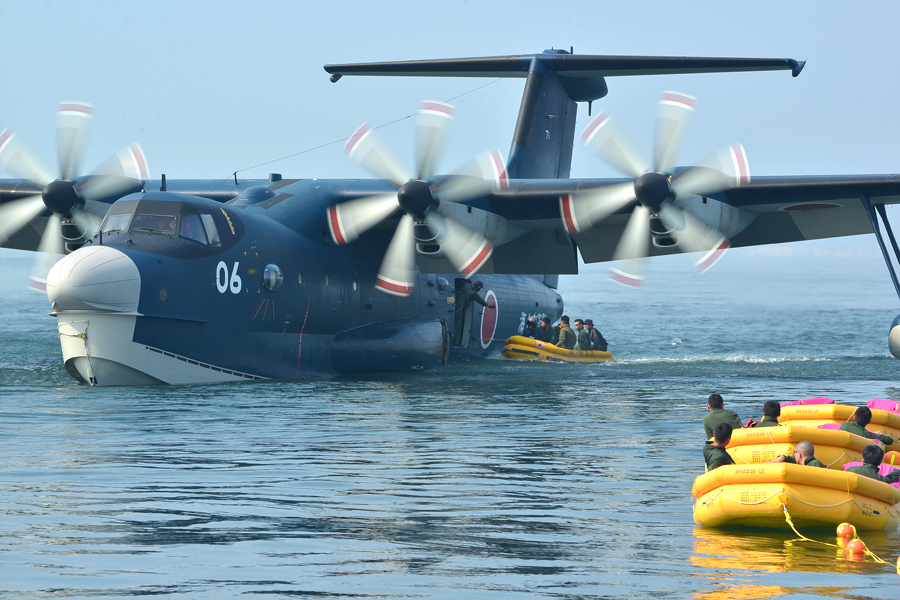
救難訓練中のUS-2救難飛行艇（第71航空隊）

救難飛行隊（きゅうなんひこうたい 、英語: Rescue Squadron）は、海上自衛隊の航空救難部隊の俗称。以前は正式な部隊名として存在したものの、度重なる部隊改変により、現在正式には他の飛行隊と同じような「ナンバー飛行隊」となっており、慣習的に以前の呼称が用いられているものである。

## 概要
海上自衛隊救難飛行隊は、航空自衛隊航空救難団救難隊と同様24時間待機状態にある。外洋での海難救助に重点を置き、「海難救助最後の砦」とも呼ばれる。航空自衛隊の航空救難団救難隊と異なり、固定翼捜索機U-125Aを配備していないが、共同での捜索・救難活動を行なっている。
各飛行隊にはUS-2救難飛行艇（第71航空隊）、SH-60K哨戒ヘリコプター（救難仕様）（第21航空隊硫黄島航空分遣隊）が配備されている。
救難飛行艇では、機外に進出して遭難者や傷病者を救助する機上救助員と、これらの要救助者を機内に収容してからの救護を担当する機上救護員が搭乗している。機上救助員は潜水員、機上救護員は衛生員（准看護師や救急救命士）である。一方、搭乗可能人数に余裕がないUH-60Jでは、機上救護員がHRS（Helicopter Rescue Swimmer）の資格を取得して兼務している。

## 歴史
- 1960年（昭和35年）に海上自衛隊の捜索救難を担う部隊として編成。
- 2008年（平成20年）3月26日、海上自衛隊体制移行による部隊改編により、第71航空隊（固定翼）、第72・73航空隊（回転翼）に再編。
- 2018年（平成30年）4月2日、航空部隊改編。第72航空隊が廃止となり、第22航空隊に第224飛行隊及び鹿屋航空分遣隊を新編[3]。同日、第73航空隊が廃止、第21航空隊に第213飛行隊及び硫黄島航空分遣隊が新編[4][5]。
- 2022年（令和04年）
  - 2月14日、大村航空基地所在の第22航空隊が保有するUH-60Jが除籍され、第224飛行隊が廃止[6]。
  - 4月1日、館山航空基地所在の第21航空隊が保有するUH-60Jが除籍され、第213飛行隊が廃止[7]。
- 2023年（令和05年）1月：第22航空群隷下の第22航空隊鹿屋航空分遣隊が廃止[8]。

## 部隊編成

### 第71航空隊
第31航空群隷下部隊。岩国航空基地所在。US-2を運用する。厚木航空基地にも1機を分派して救難待機（2時間待機）についてたが、現在は中止されている。
コールサイン：IVOLY／RESCUE RAINBOW（救難任務・災害派遣）

### 第21航空隊硫黄島航空分遣隊
第21航空群隷下部隊。硫黄島航空基地所在。SH-60K哨戒ヘリコプター（救難仕様）を運用する。
コールサイン：RESCUE LARK（救難任務・災害派遣時、末尾に機体番号下二桁を付する。「RESCUE」は省略する場合がある。）。

## 航空救難区域
航空救難（捜索救助）では、1960年（昭和35年）12月24日付け「航空救難に関する訓令」（昭和35年防衛庁訓令第56号）により、航空自衛隊と海上自衛隊に日本の領域での航空救難区域（SRR:Search and Rescue Region）が航空自衛隊と海上自衛隊が担当区域を重複しないように区域がに割り当てられ、区域指揮官に航空自衛隊は各航空方面隊司令官が、海上自衛隊は各航空群司令が充てられ、航空救難に対して円滑な共同・協力体制が組まれていたが、2017年（平成29年）3月、26中期防に基づき海上自衛隊及び航空自衛隊が担う陸上配備の航空救難機能が航空自衛隊への一元化されたことにともない海上自衛隊が管轄する救難区域が廃止された。
2017年3月31日以後は、9区域となっていた救難区域が4区域に改定され、区域指揮官は航空方面隊司令官が、専任部隊には硫黄島航空分遣隊及び航空自衛隊の救難隊があてられている。
救難飛行隊（第71航空隊、第21航空隊硫黄島・第22航空隊鹿屋航空分遣隊）は、主に外洋や離島などの急患輸送の出動が多い。
2017年（平成29年）3月までの海上自衛隊の区域指揮官と担当区域
- 第1航空群司令（鹿屋航空基地）の担当区域
  - 第7救難区域（南九州および九州西部の周辺海域）
- 第2航空群司令（八戸航空基地）の担当区域
  - 第2救難区域（日本海北部、太平洋三陸沖）
- 第31航空群司令（岩国航空基地）の担当区域
  - 第5救難区域（日本海南部、中国、四国沖）
- 第4航空群司令（厚木航空基地）の担当区域
  - 第4救難区域（房総沖、小笠原諸島、硫黄島）
- 第5航空群司令（那覇航空基地）の担当区域
  - 第9救難区域（東シナ海、沖縄周辺海域）